# Lijst van uitdrukkingen en gezegden P-U
Hieronder staat een lijst van uitdrukkingen en gezegden met steekwoorden die beginnen met een letter in de serie P-U.
| Spreekwoorden       |
| A-E F-J K-O P-U V-Z |

| Uitdrukkingen en gezegden |
| A-E F-J K-O P-U V-Z       |

## paal
Ergens paal en perk aan stellen.
Duidelijk maken wat kan en wat niet kan.

Voor paal/schut staan.
Iets doms doen en betrapt worden.

Als een paal boven water staan.
Aan geen twijfel onderhevig zijn.

Als puntje bij paaltje komt.
Als het erop aankomt.

Zich tussen paal en pruim bevinden.
Zich niet bewust zijn van het nakende gevaar.

## paard
Anderhalve man en een paardenkop.
Weinig aanwezigen.

Het beste paard van stal.
De belangrijkste persoon in het gezelschap.

Een blind paard zou er geen schade doen.
Een armoedig interieur.

Een oud paard van stal halen.
Wat men vroeger al eens heeft laten horen nog eens ten beste geven.

De prins op het witte paard.
De man van je dromen.

Een paardenmiddel.
Een uiterste wanhoopsmiddel. ook wel: een heftig maar doeltreffend middel

Het is trekken aan een dood paard.
Het is een onbegonnen zaak.

Het paard achter de wagen spannen.
Ook: Men moet de ploeg niet voor de paarden spannen.
Een probleem totaal verkeerd aanpakken.

Het paard van Troje binnenhalen.
Door onnadenkendheid of onnozelheid de vijand toelaten.

Hij is over het paard getild.
Hij heeft te veel eigendunk of heeft een naar karakter, doordat hij zoveel geprezen of verwend is.

Hij is van zijn paard gevallen.
Hij heeft zijn positie verloren.

Hij zoekt zijn paard en hij zit er op.
Hij zoekt iets wat voor zijn neus is, wat iedereen ziet.

Hoog te paard zitten.
Verwaand zijn, eigendunk hebben.

Honger als een paard hebben.
Grote honger hebben.

Iemand te paard helpen.
Iemand helpen een eerste begin te maken.

Je hebt sier-/luxepaarden en werkpaarden.
Niet iedereen heeft dezelfde positie, de een moet harder of zwaarder werken dan de ander.

Man en paard noemen.
Niets verzwijgen.

Met de witte perdekies naar Velzeke rijden.
Krankzinnig worden.
(In Velzeke bevindt zich een sanatorium; de 'witte perdekies' (witte paardjes) verwijzen naar een ziekenwagen, waarmee de geestesgestoorde afgevoerd wordt. Uitdrukking uit het zuiden van Oost-Vlaanderen.)

Op het apostelpaard rijden.
Te voet gaan.

Op het verkeerde paard wedden.
Een verkeerde inschatting maken.

Op zijn stokpaardje zitten.
Over zijn lievelingsthema spreken.

Een dood paard aan een boom binden.
Overdreven voorzichtig zijn.

De man wel, maar het paard niet.
Niet helemaal eerlijk zijn.

Paradepaard.
Een bezit, eigenschap, kunst of vaardigheid waar iets of iemand trots op is.

## pad
Van het padje af zijn.
In de war zijn, malende. Maar ook: prettig gestoord zijn.

## pakken
Bij de pakken neerzitten.
Ontmoedigd zijn.

## Pampus
Voor Pampus liggen.
Niet meer verder kunnen.
(Afgeleid van de ondiepte voor Amsterdam in de Zuiderzee.)

## pan
In de pan hakken.
Een tegenstander verpletterend verslaan.

## pap
Een vinger in de pap hebben.
Invloed hebben.

Er geen pap (ook: kaas) van gegeten hebben.
Er geen verstand van hebben.

Er wel pap van lusten.
Er niet genoeg van kunnen krijgen.

Geen pap meer kunnen zeggen.
Meer dan verzadigd zijn.

Pappen en nathouden.
Een situatie min of meer ongewijzigd laten, zonder een beslissing te nemen of daadwerkelijk een probleem op te lossen.

## papier
Papier is geduldig.
Men kan alles wel op papier zetten, ook onzin.

## pappenheimer
Zijn pappenheimers kennen.
De eigenaardigheden kennen van de mensen waarmee men te maken heeft (bijvoorbeeld een leraar zijn leerlingen).

## parels
Parels voor de zwijnen gooien.
Goede raad geven aan mensen die daar evenwel niets van horen willen. Afgeleid van Matteüs 7:6, "Geeft het heilige niet aan de honden en werpt uw paarlen niet voor de zwijnen, opdat zij die niet vertrappen met hun poten en, zich omkerende, u verscheuren."

## pas
Iemand de pas afsnijden.
Iemand verhinderen een bepaalde actie uit te voeren.

Pas op de plaats maken.
Geen voortgang maken. Geen groei of ontwikkeling doormaken.

Te pas en te onpas.
Steeds opnieuw, of het nu zin heeft of niet.

## Pasen
Wanneer Pasen en Pinksteren op één dag vallen.
Nooit.

## paus
Dat gebeurt pas als de paus een geus wordt.
Dat gebeurt nooit.

In Rome geweest zijn, maar de paus gemist hebben.
Wel kans hebben gehad, maar het belangrijkste gemist hebben.

Is de paus katholiek?
Een antwoord op een vraag waarvan het antwoord overduidelijk "Ja" is.

Roomser dan de paus zijn.
Zich overdreven precies aan de regels houden.

## peil
Ergens geen peil op kunnen trekken.
Ergens niets uit kunnen opmaken. Ergens niet van op aan kunnen.

Beneden alle peil.
Stijlloos.

## pels
Als een luis in iemands pels zijn.
Zie: luis.

## peper
Dat ruikt naar peper.
Dat is er duur.

Dat smaakt als peperkoek.
dat smaakt erg goed.

De peper groeit bij hem op de rug.
hij wil zijn leven maar niet beteren.

Een gepeperde rekening.
Een hoge rekening.

Hij heeft peper in zijn achterwerk (of reet).
Hij heeft een hoog tempo.

Iemand iets inpeperen.
Iemand iets betaald zetten, goed laten voelen.

Iemand naar het peperland sturen.
Iemand ver weg sturen.

Iemand peper geven.
iemand slaag geven.

Peperduur.
heel erg duur.

## perk
Binnen de perken blijven.
Zodanig beperkt blijven dat het niet te veel overlast of schade veroorzaakt.

Paal en perk stellen.
Grenzen stellen.

## pet
Daar heb ik geen hoge pet van op.
Ik geloof niet dat hij/zij tot veel in staat is/zijn.

Ik vind het pet.
Ik vind het een bijzonder slechte zaak.

Dat gaat me boven de pet.
Dat is te ingewikkeld voor mij.

Als je je pet ertegenaan gooit dan blijft hij hangen.
Dat stukje verfwerk is niet erg vlak uitgevoerd.

Gooi het maar in m'n pet, dan zoek ik het morgen wel uit.
Daar heb ik nu geen tijd voor, misschien morgen.

Ergens met de pet naar gooien.
Een taak bijzonder slordig uitvoeren.

Zij hielden het onder de pet.
Zij brachten het niet in de openbaarheid.

Met de pet rondgaan.
Geld inzamelen.

Dat is huilen met de pet op.
Bedroevend resultaat.

Petje af!
Ook: Daar neem ik de pet voor af.
Respect betonen voor hoe iemand iets voor elkaar gekregen heeft.

## piepzak
In de piepzak zitten
Zich ernstige zorgen maken; vol angst zijn.

## Piet
Een hele Piet.
Iemand die meetelt.

Een hoge Piet.
Iemand van hogere rang of stand.

Een Piet Lut of pietlut.
Kleingeestig mens, voor wie alles nauw steekt, die op allerlei kleinigheden scherp toeziet. 'Lut' zou een verkorting zijn van "luttel", weinig, maar er is ook geopperd dat de naam verwijst naar de landen Put en Lud die in de Bijbel vlak na elkaar genoemd worden, Ezechiël 30:5.

Een Pietje precies.
Iemand die de dingen altijd heel precies wil doen.

Iemand de zwartepiet toespelen.
Zie zwartepiet.

Meedoen of erbij staan voor Piet Snot.
Meedoen zonder toegevoegde waarde, en zonder erkenning.

## pijp
De pijp aan Maarten geven.
Opgeven. Ook wel: sterven

De pijp uitgaan.
Sterven.

Een loden pijp hebben.
Een hete vloeistof snel kunnen opdrinken.

## pik
De pik hebben op iemand.
Hekel aan iemand hebben.

Zich op zijn pik getrapt voelen.
Zich zwaar beledigd voelen.

## pink (< geldzak)
Bij de pinken zijn.
Erg slim en geleerd zijn.

## pink (vinger)
De pink aan of op de naad houden.
Correct blijven.

Met zijn pink manoeuvreren.
Goed kunnen manoeuvreren.

## plaat
De plaat poetsen.
Ervandoor gaan.
(Militair: de borstplaat van het harnas of de kolfplaat van het geweer gaan poetsen: een smoesje om te kunnen vertrekken.)

Je plaat blijft hangen/je plaat hapert.
Dat heb je al gezegd; geen nood om het te herhalen.
(Verwijst naar een kras in een grammofoonplaat, waardoor de naald hapert.)

Een plaat voor je hoofd hebben.
Kortzichtig zijn, niet open staan voor de omgeving.

Op je plaat gaan.
Vallen.

## plank
De plank misslaan.
Niet het goede inzicht hebben; ernaast zitten.

Van dik hout zaagt men planken.
(Doortastend, maar) niet erg nauwkeurig te werk gaan.

## plak
Onder de plak zitten (bij iemand).
Onderdrukt worden, niets te zeggen hebben.

## plas
Er een plasje overheen doen.
Ergens een kleine wijziging in aan (laten) brengen, die wel duidelijk laat zien dat de afzender iemand van belang is.

## plat
Plat zijn.
Corrupt zijn.

Plat als een dubbeltje zijn.
Zie: dubbeltje.

Platzak zijn.
Geen geld meer hebben.

## pleister
Het is een pleister op een zere wonde.
Het is bedoeld om het leed wat te verzachten.

Het is een pleister op een houten been.
Het is een nutteloos voorstel.

## pluis
Dat is niet pluis.
Dat is verdacht, niet in orde.

## poep
We zullen ze eens een poepie laten ruiken.
We zullen iets doen dat hen zal verbluffen (vooral toegepast in situaties waar sprake is van competitie).

## pols
Uit de losse pols.
Iets schijnbaar zonder moeite doen.

Iemand polsen.
Behoedzaam bij iemand inlichtingen inwinnen.

## poolshoogte
Poolshoogte nemen.
Een situatie verkennen, op onderzoek uitgaan.

## poot
De poten onder iemands stoel wegzagen.
Iemands positie verzwakken.

Op zijn poot spelen.
Boos uitvallen.

Op hoge poten.
Zeer boos, verontwaardigd.

Pootje lichten.
Iemand doen struikelen.

Geen poot aan de grond kunnen krijgen.
Geen schijn van kans blijken te hebben.

Iemand een poot uitdraaien.
Iemand te veel laten betalen.

Iets op poten zetten.
Met iets beginnen.

## pot
De hond in de pot vinden.
Er is niets meer te eten.

De pot op kunnen.
Niet geïnteresseerd of onder de indruk zijn van wat een ander verder nog doet.

Een pot nat zijn.
Allemaal hetzelfde zijn.

Een potje bij iemand kunnen breken.
Fouten mogen maken die niet bestraft maar getolereerd worden.

Ergens een potje van maken.
Ongeordend te werk gaan.

Op ieder potje past wel een dekseltje.
Voor iedereen bestaat er een geschikte levenspartner.

Rond de pot draaien.
Niet ter zake komen, uitvluchten zoeken.

## praatstoel
Op zijn praatstoel zitten.
Voortdurend aan het woord zijn.

## praten
Praten als Brugman.
Veel en met grote overtuigingskracht praten.
(Verwijst naar de preker Johannes Brugman.)

## prins
Van de prins geen kwaad weten.
Als in: "Hij wist van de prins geen kwaad", hij was zich van geen kwaad bewust, of, hij veinsde onschuld.
(Verwijst mogelijk naar de Prins van Oranje, over wie men geen kwaad woord wenste te horen spreken.)

## punt
Als puntje bij paaltje komt.
Als het er op aankomt om de consequentie te trekken en actie te ondernemen.

De puntjes op de i zetten.
De laatste details afwerken.

Dat is geen punt.
Ook: Daar maken we geen punt van.
Dat is geen probleem. (Dat is helemaal geen argument.)

Daar kun je een punt(je) aan zuigen.
Een goede prestatie, die moeilijk is na te doen.

Ergens een punthoofd van krijgen.
Je aan iets ergeren.

Ergens een punt achter zetten.
Er voorgoed mee stoppen.

## put
In de put zitten.
Depressief zijn.

Een bodemloze put.
Dat kost ontzettend veel geld.

## rats
Rats, kuch en bonen.
Soldatenmaaltijd tijdens mobilisatie: stamppot, roggebrood en bonen.

## recht (juridisch)
Het recht in eigen hand nemen.
Eigenmachtig optreden.

## recht (wiskundig)
Recht praten wat krom is.
Door een ingewikkelde, onjuiste redenering een onzuivere situatie, daad of besluit trachten van een rechtvaardiging te voorzien.

## regen
Na regen komt zonneschijn.
Aan alle onaangename zaken komt een keer een einde.

Pijpenstelen regenen.
Heel hard regenen.

Van de regen in de drop.
Een verandering in de situatie, waarbij het ene probleem is opgelost, maar een nieuw probleem is ontstaan; de toestand is veranderd maar niet verbeterd, of is zelfs erger geworden.

## rekening
Iemand de rekening presenteren.
Iemand de kosten ten laste brengen (ook figuurlijk).

Het kind van de rekening.
Degene die schade lijdt, terwijl anderen niets hebben.

## rijk (welvarend)
Een rijke stinkerd.
Een rijk iemand.

## rijk (staat)
Het rijk alleen hebben.
Ergens geheel alleen kunnen doen wat men wil, niet te hoeven overleggen.

## rijtje
Ze niet allemaal (alle vijf) op een rijtje hebben.
Niet bij zijn volle verstand zijn.
('Alle vijf' verwijst naar de vijf klassieke zintuigen.)

## roer
Het roer omgooien.
Beleidsverandering.

Het roer uit handen geven.
Het leiderschap aan iemand anders overdragen.

## roet
Roet in het eten gooien.
De plannen dwarsbomen.

## Rome
Zo oud als de weg naar Rome.
Heel oud (kan gezegd worden van iets wat als nieuw idee of ontwikkeling wordt gepresenteerd).

Er zijn vele wegen die naar Rome leiden.
Er zijn meerdere manieren om iets te doen.

## roos
In de roos schieten.
Precies het doel bereiken.
(Vindt zijn oorsprong in het met pijl-en-boog op een doelwit schieten.)

Een lulletje rozewater.
Een weinig dynamisch persoon.

## rug (anatomie)
Een brede rug hebben.
Veel kunnen verdragen.

## saus
Voor saus
Zonder effect.

## scepter
Ergens de scepter zwaaien.
Ergens de baas zijn.

## schaap
Zijn schaapjes op het droge hebben.
Financieel alles goed op orde hebben.

Zo koud als een kaalgeschoren schaap.
Heel erg koud.

Nu heb je het schaap aan het schijten.
Nu komen er problemen van.

## schaats
Een scheve schaats rijden.
Een misstap begaan. Een morele regel overtreden.

## schaduw
In iemands schaduw staan.
Niet opvallen omdat iemand anders meer opvalt.

## schelen
Schelen zijn de mooisten niet, maar ze worden wel het meest aangekeken.
Als relativerend antwoord wanneer men zegt dat ze het niets kan schelen.

## scheren
Als je geschoren wordt, moet je stilzitten.
Als er scherpe kritiek op je is (je wordt geschoren), kun je beter rustig wachten tot het voorbij is, in plaats van erop in te gaan.

## schering
Dat is schering en inslag.
Dat komt bijzonder vaak voor.
(Schering en inslag zijn de lengte- en breedtedraden van een weefgetouw.)

## schijf
Over heel veel schijven gaan.
Veel hiërarchische of administratieve niveaus moeten zich ermee bemoeien.

## schip
Tussen wal en schip vallen.
Van hulp verstoken blijven omdat men niet aan de criteria voldoet van een van de categorieën waarvoor voorzieningen beschikbaar gesteld worden.

Zijn schepen achter zich verbranden.
Het zichzelf onmogelijk maken om zich nog terug te trekken. (Bijvoorbeeld als iemand verklaart dat hij ontslag zal nemen als aan zijn eisen niet wordt voldaan.)

Schipbreuk lijden.
Het niet tot zijn doel geraken; mislukken.

Zijn schip is binnen.
Hij heeft zijn fortuin gemaakt.

Schoon schip maken.
Grote opruiming houden en alles helder maken.

Het schip ingaan.
Groot risico nemen, leidend tot verlies.

Daar komt een schip met zure appels.
Daar komt een stevige regenbui aan.

## schoen
De stoute schoenen aantrekken.
Iets doen wat moed vergt.
(Het woord 'stout' wordt gebruikt in de oude betekenis 'dapper'.)

Iemand iets in de schoenen schuiven.
Iemand aanwijzen als de schuldige of als de verantwoordelijke voor een mislukking.

Met lood in de schoenen.
Met heel veel tegenzin of angst (iets doen).

Naast zijn schoenen lopen.
Een te hoge dunk van zichzelf hebben.

Waar de schoen (of het schoentje) wringt.
Waar iemand hinder van ondervindt (bv. "Na lang praten kwam de directeur er achter waar nu eigenlijk de schoen wrong.").

## schoorsteen
Daar moet de schoorsteen van roken.
Dat moet de inkomsten voortbrengen. Daar moeten we van bestaan.

## schop
De schop afkuisen.
Stoppen met het werk.

## schot
Buiten schot blijven.
Niet worden aangetast (bv. "Het onderwijs blijft bij de nieuwe bezuinigingen buiten schot.").

Een schot voor de boeg.
Een uitspraak of vraag als eerste aanzet tot een gesprek of discussie (eigenlijk: een waarschuwingsschot).

## schroef
Op losse schroeven staan (zetten).
Het voortbestaan is onzeker (wordt onzeker gemaakt).

Het lijkt wel of er een schroefje bij je los zit.
Het lijkt wel of je 'gek' bent; of je 'geestesziek' bent; of je een psychische aandoening hebt.

## schrijven
Met een vork of hark schrijven.
Meer in rekening brengen dan er afgenomen is. In een café worden consumpties wel genoteerd als verticale streepjes. Zou men met een vork kunnen schrijven dan zou men met één haal meerdere van die streepjes kunnen plaatsen.

## schut
Voor schut/paal staan.
Voor schut gzet worden.
Iets doms doen en betrapt worden.

## schuur
Thuis is in je schuur.
Zie: thuis

## servet
Te groot voor een servet en te klein voor een tafellaken.
Geen kind meer, maar nog te jong voor volwassen zaken.

## sfinx
Een sfinx zijn.
Ondoorgrondelijk zijn.

## Siberisch
Het laat mij Siberisch koud.
Het interesseert me totaal niet.

## sigaar
De sigaar zijn.
Ongeluk hebben (veelal door een anders toedoen).

Een sigaar uit eigen doos presenteren.
Iemand iets aanbieden dat in feite door de ontvanger zelf is betaald.

## Sinterklaas
Voor Sinterklaas spelen.
Alle wensen vervullen, alles voor iedereen betalen.

Ik ben Sinterklaas niet.
Niet alles voor niets doen.

## slag
Van slag zijn.
Uit je gewone doen zijn, in de war zijn.

Zonder slag of stoot.
Zonder zich te verzetten.

## slak
Op iedere slak zout leggen.
Aanmerkingen maken op elke onbetekenende afwijking, overal over zeuren.

Een slak op de goede weg, wint het van een haas op de verkeerde weg.
Je kunt beter iets langzaam en goed doen, dan snel en niet goed.

Zo snel als een slak op een teerton.
Erg langzaam.

## slapen
De slaap der rechtvaardigen slapen.
Een schoon geweten hebben.

Hij stond te slapen.
Hij lette niet op.

## slof
Uit zijn slof schieten.
Kwaad uitvallen.

Iets op zijn sloffen aankunnen.
Iets heel gemakkelijk kunnen uitvoeren.

## sloot
Van de wal in de sloot belanden.
Van een slechte situatie terechtkomen in een situatie die nóg slechter is.

## smetten
Van vreemde smetten vrij.
Onafhankelijk, bevrijd. Het is de tweede regel van het oud-Nederlandse volkslied Wien Neêrlands bloed.

## snor
Zijn snor drukken.
Zijn werk niet doen.

Dat zit wel snor.
Dat komt wel goed.

## soep
Er een soepie van maken.
onordelijk te werk gaan.

Ergens geen soep van kunnen maken of draaien.
Iets niet begrijpen.

In de soep lopen.
Volledig mislukken (van een plan).

## sok
Van de sokken gaan, raken, vallen.
Bewusteloos vallen.

Iemand van de sokken slaan.
Iemand vellen, neerslaan.

Iemand van de sokken rijden, lopen.
Iemand (bijna) omver rijden of lopen.

Een held op sokken.
Iemand die zich dapper voordoet, maar in werkelijkheid niets durft. Een bangerik.

Een beer op sokken.
Een goedzak.

Je kunt niet met twee voeten in één sok.
Twee onverenigbare zaken kunnen niet worden gecombineerd.

Met de sok op de kop gezet.
Er onbewust door toedoen van anderen voor joker bijlopen.

## sop
Het sop is de kool niet waard.
De zaak is zo onbelangrijk, dat het verspilling zou zijn om er veel tijd of woorden aan te besteden.

In zijn sop gaar laten koken.
Zijn kritiek en protesten negeren.

Het ruime sop kiezen.
Op zee gaan.

## spaander
Waar gehakt wordt, vallen spaanders.
Waar werk verricht wordt, worden ook wel wat fouten gemaakt.

Er geen spaan van heel laten.
Iets compleet vernielen.

## spek
De kat op het spek binden.
Iemand volop de gelegenheid geven zich te vergrijpen aan wat hij wil, maar beslist niet mag hebben.

Voor spek en bonen meedoen.
Iemand niet serieus laten meedoen, een kind aan een spelletje bijvoorbeeld.

## speld
Een speld in een hooiberg.
Iets wat vrijwel onvindbaar is.

Er geen speld tussen kunnen krijgen.
Niets tegen in kunnen brengen.

Zo stil dat je een speld kunt horen vallen.
Bijzonder stil.

## spiering
Een spierinkje uitgooien om een kabeljauw te vangen.
Een klein verlies accepteren om daarmee kans te maken op een grote winst.

## spijker
Spijkers op laag water zoeken.
Kritiek hebben op onbenulligheden.

De spijker op de kop slaan.
De kern van de zaak benoemen. (in Vlaanderen: De nagel op de kop slaan)

## spuit
Spuit elf geeft ook modder.
Over iemand die een loze opmerking maakt of iets zegt wat al gezegd is.

## staat
Het schip van staat.
Beeldspraak die de staat omschrijft als te besturen schip.

## staf
Over iemand (of iets) de staf breken.
Iemand veroordelen, of, iets afkeuren.

Dit gezegde verwijst naar het vroegere gebruik van het breken van de rechtersstaf door de rechter, om te kennen te geven dat de aangeklaagde ter dood veroordeeld was.

## stap
Grote stappen, gauw thuis.
Een taak uitvoeren zonder zich er druk over te maken of ieder detail correct wordt aangepakt.

De eerste stap zetten.
Initiatief nemen.

## stapel
Te hard van stapel lopen.
Iets te snel aanpakken.

## steek
Geen steek zien.
Niets zien.

Iemand in de steek laten.
Iemand aan zijn lot overlaten.

Een steek(je) laten vallen.
Een fout maken.

## steen
Steen des aanstoots.
Iets waaraan men zich ergert.

Steen en been klagen.
Luid en heftig klagen.

Steenrijk.
Uitzonderlijk rijk.
(Historisch: in de vroege middeleeuwen konden enkel kapitaalkrachtigen zich een stenen huis permitteren; de standaard was toen hout.)

Een steentje bijdragen.
Ergens een bijdrage aan leveren.

## stoel
Je mening niet onder stoelen of banken steken.
Je mening niet verbergen, openlijk voor je mening en standpunten uit durven komen, bijvoorbeeld van afkeuring van iets.

## stof
In het stof bijten.
De strijd verliezen.

## stom
Stomdronken.
Helemaal bezopen, meer alcohol genuttigd hebbend dan men aankan.

Met stomheid geslagen.
Plotseling geen woord meer kunnen zeggen.

## storm
Een storm in een glas water.
Drukte maken om (bijna) niets.

## straat
Iemand op straat zetten.
Iemand ontslaan.

Iets aan de straatstenen niet kwijt kunnen raken.
Iets niet kunnen verkopen.

## strop
Een financiële strop zijn.
Een zaak of goed waar verlies op wordt geleden.

Iemand de strop gebieden of zenden.
Iemand verachten. Verouderd gezegde."Laqueum mandare, den strick gebieden, is yemant also verachten, dat men daer niet na en vraecht al waert dat hy hen oock verhinghe." (Het Lof der Sotheyt, p. 27f, 47v, 1560, vertaling van Moriae encomium van Erasmus.

## struisvogel
Struisvogelpolitiek bedrijven.
Moeilijkheden bewust niet serieus nemen.

## stuk
Een stuk in de kraag drinken.
Zich dronken drinken.

Dat is een stuk!
Dat is een aantrekkelijk persoon.

Iemand van zijn stuk brengen.
Iemand onzeker maken.

## tabak
Ergens balen tabak van hebben. Of kortweg: Ergens tabak van hebben.
Iets niet meer leuk vinden en willen dat het stopt.

## tafel
Iets ter tafel brengen.
Voorstellen om iets te bespreken.

Zijn kaarten op tafel leggen.
Zijn bedoelingen tonen.

## tand
Aftands zijn.
Oud en versleten zijn. Aftands is een begrip uit de paardenfokkerij; na een jaar of acht is het gebit van een paard volgroeid en noemt men het dier aftands.

De tand des tijds.
Slijtage, veroudering.

Ergens de tanden inzetten.
Vasthoudend zijn, niet snel opgeven.

Haar op de tanden hebben.
Goed van zich af durven spreken.

Iemand aan de tand voelen.
Iemand kritisch ondervragen. Aan de hand van vorm van de tanden van een paard kan een handelaar inschatten hoe oud het dier is. Zie ook aftands.

Met de mond vol tanden staan.
Niet kunnen antwoorden op een moeilijke vraag.

Op zijn tandvlees lopen.
Uitgeput zijn.
Of: Er haveloos bijlopen.

De tanden laten zien.
Tonen dat men niet bang is; stevig uitvaren; streng zijn.

Tot de tanden bewapend zijn.
Helemaal bewapend zijn.

## tang
Dat slaat als een tang op een varken.
Zie: Varken.

Een oude tang.
Een oude lastige vrouw.

Een tang van een wijf.
Een lastig vrouwspersoon.

Iemand in de tang nemen.
Iemand zo vasthouden dat hij of zij niet kan ontsnappen.
Of: Iemand in zijn macht hebben.

Nog te vies zijn om met een tang aan te pakken.
Heel vies zijn.

## tapijt
Iets onder het tapijt vegen.
Een probleem onzichtbaar maken, onbenoemd laten of kleiner voorstellen dan het is.

## teen
Lange tenen hebben.
Snel geïrriteerd zijn.

Op de tenen getrapt zijn.
Beledigd zijn.

Op de tenen lopen.
Meer willen presteren dan je aan kunt.
Of: Voorzichtig te werk gaan.

## tegenslag
Een tegenslag.
Een onverwacht nadelig feit of voorval.

## teken
Teken aan de wand.
Een waarschuwing dat er iets gaat gebeuren.

## tellen
Uitgeteld zijn.
Geen energie meer over hebben. Niet verder kunnen.
(Waarschijnlijk afgeleid van de tien tellen die een bokser krijgt in een wedstrijd om weer overeind te komen.)

Op je tellen passen.
Voorzichtig zijn.

## tent
Iemand uit zijn tent lokken.
Een onwillig persoon er toe bewegen toch te spreken of tot handelen over te gaan.

## teren (levensonderhoud)
Op iets teren.
Ook: Op iemands zak teren.
Van een (geld)voorraad gebruikmaken om in (levens)behoeften te voorzien.

Op zijn vet (of smeer) teren.
Leven van gespaard geld.

De tering naar de nering zetten.
De uitgaven beperken tot het bedrag van de inkomsten.

## tering (ziekte)
Ik mag de tering krijgen.
Er zeker in zijn.

## teugel
De teugels laten vieren.
Een minder streng beleid voeren.

De teugels in handen hebben.
De baas zijn.

De teugels strakker aanhalen.
Een strengere discipline invoeren.

## thuis
Niet thuis geven.
Het verwachtingspatroon niet kunnen nakomen.

Thuis is in je schuur.
Wordt gezegd als je weinig thuis bent.

## tien
Een tien met een griffel en een zoen van de juffrouw.
In de volksmond: De beste beloning voor een 19e-eeuws schoolkind.

## tij
Het tij keren.
Een ontwikkeling stoppen.

## tijd
Bij tijd en wijle.
Soms.

Er is een tijd van komen en er is een tijd van gaan.
Aan alles komt een einde.

Goed bij de tijd zijn.
Snugger zijn.

## tijger
Papieren tijger.
Iets dat er gevaarlijk uitziet maar niet gevaarlijk is.

## timmermansoog
Een timmermansoog hebben.
Kundig zaken loodrecht op elkaar laten aansluiten of goed kunnen beoordelen dat zaken loodrecht op elkaar staan.

## tong
Over de tong gaan.
Overal het onderwerp van gesprek zijn.

Het achterste van je tong (niet) laten zien.
Zich (niet) meteen laten kennen; (n)iets verbergen.

## toon
Een toontje lager zingen.
Minder pretentieus optreden (bv. "Laat hem eerst maar eens een poosje bij ons stage lopen, dan zal hij wel een toontje lager zingen.").

De boventoon voeren.
Het hoogste woord hebben.

## toren
Hoog van de toren blazen.
Praten alsof men heel belangrijk is.
(Historisch: het trompetsignaal van de toren geblazen werd verder gehoord.)

## touw
Aan de touwtjes trekken.
De werkelijke macht hebben.

De touwtjes in handen hebben.
De controle hebben.

Er geen touw aan vast kunnen knopen.
Er niets van begrijpen.

In touw zijn.
Actief zijn (als in: "hij was al vanaf 5 uur 's morgens in touw").

Op touw zetten.
Iets in gang zetten, iets organiseren.

Zo dom als touw.
Zeer dom (als in: "Je bent ook zo dom als touw hè?!").

## trap
Van de trap gevallen zijn.
Naar de kapper geweest zijn.

## trekken
Aan zijn/haar trekken komen.
Dat meemaken of verwerven wat men graag wil.

## trommel
Een paar mensen optrommelen.
Een paar mensen laten komen.

## Turk
Aan de Turken overgeleverd zijn.
Slecht behandeld, bedrogen, mishandeld worden.

Roken als een Turk.
Kettingroken.

## twee
Twee weten meer dan een.
Het is goed samen te werken.

## ui
Het was uien.
Het ging bijzonder slecht, het viel bijzonder tegen.

## uil
Een uil (of uilskuiken) zijn.
Dom zijn.

Uilen naar Athene dragen.
Nutteloos werk verrichten.

Een uil vangen.
Een grote tegenvaller te verduren krijgen.

Een uiltje knappen.
Een dutje doen.

## uit
We zijn er uit.
We hebben de oplossing gevonden.

## uithangbord
Ik ben geen uithangbord.
Ik heb meer te doen, ik blijf niet wachten/zo staan.

## uitpakken
Iemand die behoorlijk kan uitpakken.
Iemand die ongeremd zijn toorn kan uiten.